# 1991 RZ16
1991 RZ16 är en asteroid i huvudbältet som upptäcktes den 15 september 1991 av den amerikanske astronomen Henry E. Holt vid Palomarobservatoriet.